# Diócesis de San Benedetto del Tronto-Ripatransone-Montalto
La diócesis de San Benedetto del Tronto-Ripatransone-Montalto (en latín: Dioecesis Sancti Benedicti ad Truentum-Ripana-Montis Alti y en italiano: Diocesi di San Benedetto del Tronto-Ripatransone-Montalto) es una circunscripción eclesiástica de la Iglesia católica en Italia. Se trata de una diócesis latina, sufragánea de la arquidiócesis de Fermo. Desde el 2 de mayo de 2024 su obispo es Gianpiero Palmieri.

## Territorio y organización

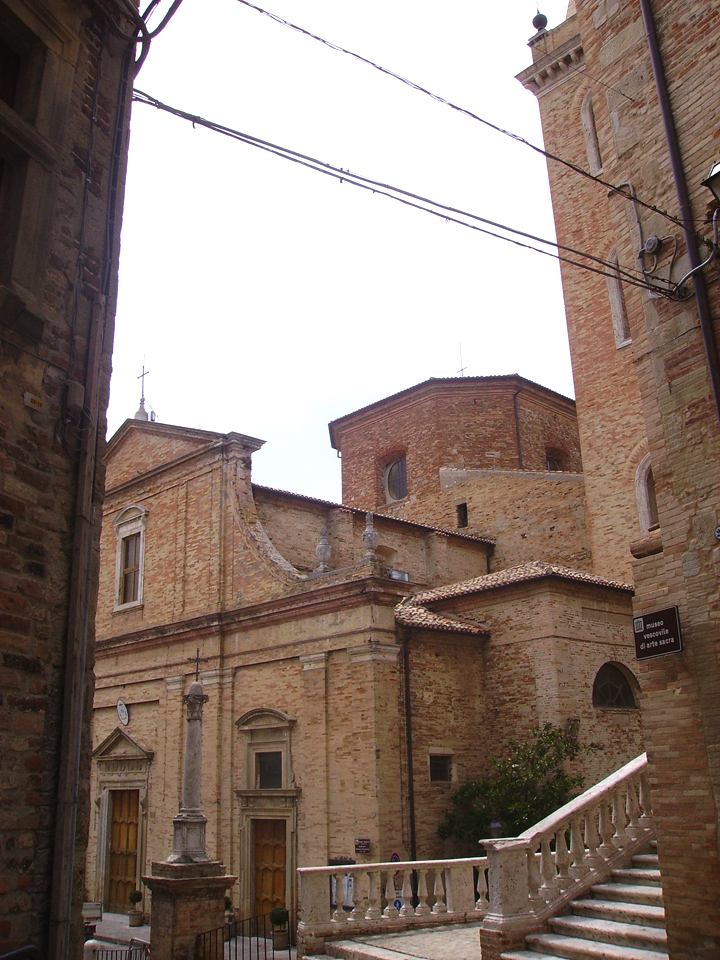
Concatedral de los Santos Gregorio Magno y Margarita, en Ripatransone

La diócesis tiene 456 km² y extiende su jurisdicción sobre los fieles católicos de rito latino residentes en parte de la región de Marcas, comprendiendo: 
- en la provincia de Ascoli Piceno de la región de Marcas comprende las comunas de: Acquaviva Picena, Cossignano, Cupra Marittima, Grottammare, Montalto delle Marche, Montedinove, Montemonaco (conforma un exclave de la diócesis), Monteprandone, Ripatransone, San Benedetto del Tronto; y en parte los territorios de las comunas de Castignano, Comunanza, Force y Rotella;[nota 1]
- en la provincia de Fermo de la región de Marcas comprende la comuna de Montelparo;
- en la provincia de Téramo de la región de Abruzos comprende las comunas de: Colonnella y Martinsicuro, Sant'Egidio alla Vibrata y en parte la de Civitella del Tronto[nota 2] (estas dos últimas conforman un exclave de la diócesis).

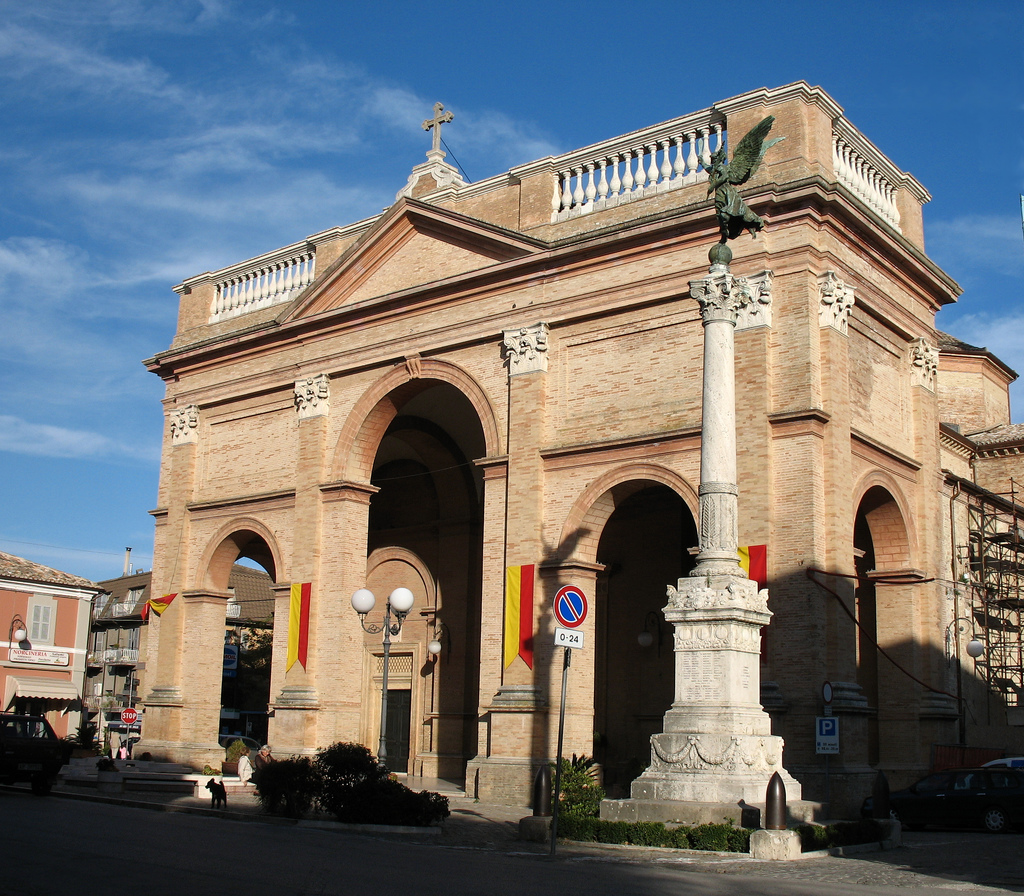
Concatedral de Santa María Asunta, en Montalto delle Marche

Limita al norte con la arquidiócesis de Fermo, al sur con las diócesis de Ascoli Piceno y Téramo-Atri, al oeste con las arquidiócesis de Camerino-San Severino Marche y Spoleto-Nursia.

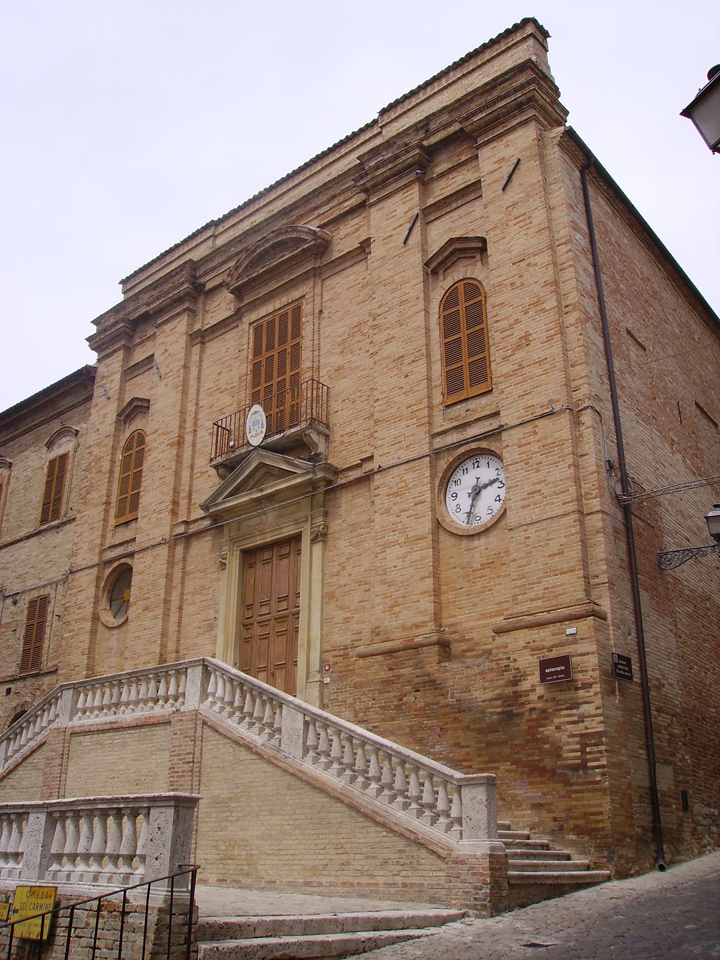
Palacio episcopal de Ripatransone

La sede de la diócesis se encuentra en la ciudad de San Benedetto del Tronto, en donde se halla la Catedral basílica de Santa María de la Marina. En Ripatransone se encuentra la Concatedral de los Santos Gregorio Magno y Margarita y en Montalto delle Marche la Concatedral de Santa María Asunta.
En 2022 en la diócesis existían 54 parroquias agrupadas en 5 vicarías. 

## Historia
La actual diócesis nació en 1986 de la unión de dos sedes episcopales anteriores: la diócesis de Ripatransone, erigida en 1571, que en 1983 tomó el nombre de Ripatransone-San Benedetto del Tronto; y la diócesis de Montalto, establecida en 1586.

### Ripatransone
La diócesis de Ripatransone fue erigida por el papa Pío V el 1 de agosto de 1571 mediante la bula Illius fulciti, obteniendo el territorio de las diócesis circundantes de Fermo, Ascoli Piceno y Téramo, y de las abadías nullius de Farfa y Campo Fellone.
Lucio Sassi de Nola fue nombrado primer obispo de la nueva diócesis e hizo su entrada solemne en la diócesis el 23 de marzo de 1572. Tres años más tarde renunció a su cargo y posteriormente fue creado cardenal por el papa Clemente VIII. Su sucesor, Filippo Sega, también permaneció en la sede ripana sólo tres años; luego fue trasladado a Plasencia y más tarde también obtuvo el cardenalato.
En 1586 se cedió parte del territorio de la diócesis para la erección de la diócesis de Montalto, a saber, los territorios de Montalto, Porchia, Patrignone, Montedinove, Rotella y Force.
Inicialmente, Ripatransone estuvo inmediatamente sujeta a la Santa Sede. En 1589 pasó a formar parte de la provincia eclesiástica de Fermo, erigida como sede metropolitana con la bula Universis orbis ecclesiis del 24 de mayo.
En el momento de la erección de la diócesis se erigió como catedral la iglesia de San Benigno, de la que hoy sólo queda el campanario. En 1597 el obispo Pompeo De Nobili colocó la primera piedra de la nueva catedral, que fue inaugurada en 1623. El año anterior la ciudad ripana acogió el simulacro de la Virgen de San Juan (proveniente de Loreto), proclamada patrona de la ciudad y de la diócesis.
El obispo Lorenzo Azzolini fue responsable de la fundación del seminario de Ripatransone en 1623 en las instalaciones del hospital San Pastore (actual Instituto Santa Teresa). En 1820 el seminario fue trasladado al monasterio de Santa Clara.
En el momento de la unión con Montalto, la diócesis de Ripatransone estaba formada por las comunas de Acquaviva Picena, Colonnella, Cossignano, Cupra Marittima, Grottammare, Martinsicuro, Monteprandone, Ripatransone y San Benedetto del Tronto.

### Montalto
La diócesis de Montalto fue erigida por el papa Sixto V el 24 de noviembre de 1586 mediante la bula Super universas, obteniendo el territorio de las diócesis de Ripatransone, Fermo (Montelparo, Comunanza y Montemonaco) y Ascoli Piceno (Castignano). A estos centros el papa unió la abadía de Santa María en Montesanto, nullius dioecesis establecida en tierra de Abruzos, con sus posesiones y sus parroquias, y estableció que cada obispo ostentaría el título de abad.
Originalmente Montalto estuvo inmediatamente sujeta a la Santa Sede. En 1589 pasó a formar parte de la provincia eclesiástica de Fermo, erigida como sede metropolitana con la bula Universis orbis ecclesiis del 24 de mayo.
Sixto V fue muy generoso con la nueva diócesis y con Montalto: fundó la imprenta y la ceca, ofreció numerosas vestimentas y objetos sagrados, fundó anualidades a favor de las muchachas pobres para facilitar su matrimonio, instituyó dos ferias anuales, inició obras de reconstrucción de la ciudad; además, Montalto se convirtió en la capital de la guarnición del mismo nombre, que también incluía a Ripatransone, que estuvo activa hasta 1810. A instancias del mismo pontífice, en mayo de 1589 se inició la construcción de la nueva catedral, en sustitución de la anterior iglesia de Santa María ad collem.
El primer obispo de Montalto fue Paolo Emilio Giovannini, quien durante sus veinte años de episcopado realizó siete visitas pastorales a la nueva diócesis. Su sucesor Paolo Orsini fue responsable de la celebración del primer sínodo diocesano en 1630; debido a la ausencia de un palacio episcopal adecuado, vivió la mayor parte de su tiempo en Montelparo. Girolamo Codebò (1645-1661) fundó el seminario episcopal, sostenido y ampliado por Lucantonio Accoramboni (1711-1735), que lo trasladó al antiguo convento agustino y reconstruido por Pietro Paolo Mazzichi en el siglo XIX en la Piazza della Cattedrale.
Entre los obispos de Montalto cabe destacar en particular a Francesco Antonio Marcucci, natural de Force (1717). Con tan solo 27 años fundó la congregación de las Pías Hermanas Trabajadoras de la Inmaculada Concepción. Se convirtió en obispo de Montalto en 1770 y al mismo tiempo vicegerente de la diócesis de Roma (de 1774 a 1786); en 1781 dimitió como obispo de Montalto y fue nombrado patriarca titular de Constantinopla; sin embargo mantuvo la administración de la diócesis de Montalto hasta su muerte en 1798. Visitó personalmente su diócesis en 1771 y celebró un sínodo en 1777.
Durante la ocupación francesa, el obispo Francesco Saverio Castiglioni fue deportado primero a Pavía (1808) y luego a Milán por negarse a prestar juramento de lealtad al régimen napoleónico; regresó a su diócesis en 1814; dos años más tarde fue creado cardenal y finalmente se convirtió en papa con el nombre de Pío VIII en 1829.

### Sedes unidas
Las diócesis fueron unidas in persona episcopi el 18 de diciembre de 1924, bajo el obispo de Montalto, Luigi Ferri, con sede en Ripatransone.
Gracias al trabajo y al interés de Vincenzo Radicioni (1951-1983), con el decreto In dioecesi Ripana de la Congregación para los Obispos, emitido el 11 de febrero de 1973 (día de su solemne consagración), pero que sólo se dio a conocer el 25 de marzo, la iglesia de Santa María de la Marina en San Benedetto del Tronto fue elevada al rango de concatedral.
El obispo siempre había planeado elevar el más poblado San Benedetto a ciudad episcopal, y para ello ya había iniciado las obras necesarias para ello: renovación de la futura catedral, construcción en via Formentini (1959) de un edificio destinado para servir desde el nuevo palacio episcopal. Su iniciativa tuvo éxito el 7 de abril de 1983, cuando la Santa Sede, con el decreto Quo aptius de la Congregación para los Obispos, transfirió la sede episcopal de Ripatransone a San Benedetto del Tronto y la diócesis asumió la nombre oficial de Ripatransone-San Benedetto del Tronto. Al mismo tiempo, las sedes de Montalto y Ripatransone-San Benedetto del Tronto se unieron aeque principaliter con el nombre de "diócesis de Montalto y Ripatransone-San Benedetto del Tronto" y con la sede episcopal en esta última ciudad.
El 30 de septiembre de 1986, mediante el decreto Instantibus votis de la Congregación para los Obispos, se estableció la unión plena de las dos diócesis y el nuevo distrito eclesiástico tomó su nombre actual; la concatedral de San Benedetto del Tronto fue elevada al rango de nueva catedral diocesana, mientras que las demás catedrales pasaron a ser concatedrales.
En 1998 se crearon los «Museos Sixtinos de Piceno», una red de museos de arte sacro, compuesta por una decena de localidades repartidas por todo el territorio diocesano.
Desde el 2 de mayo de 2024 está unida in persona episcopi con la diócesis de Ascoli Piceno.

## Estadísticas
Según el Anuario Pontificio 2023 la diócesis tenía a fines de 2022 un total de 122 000 fieles bautizados.
| Año                                                                             | Población            | Población | Población      | Sacerdotes | Sacerdotes    | Sacerdotes    | Bautizados por sacerdote | Diáconos permanentes | Religiosos | Religiosos | Parroquias |
| Año                                                                             | Bautizados católicos | Total     | % de católicos | Total      | Clero secular | Clero regular | Bautizados por sacerdote | Diáconos permanentes | Varones    | Mujeres    | Parroquias |
| ------------------------------------------------------------------------------- | -------------------- | --------- | -------------- | ---------- | ------------- | ------------- | ------------------------ | -------------------- | ---------- | ---------- | ---------- |
| Diócesis de Ripatransone                                                        |                      |           |                |            |               |               |                          |                      |            |            |            |
| 1950                                                                            | 58 609               | 58 609    | 100.0          | 102        | 68            | 34            | 574                      |                      | 52         | 125        | 22         |
| 1970                                                                            | 86 453               | 86 723    | 99.7           | 104        | 58            | 46            | 831                      |                      | 56         | 228        | 31         |
| 1980                                                                            | 85 500               | 86 000    | 99.4           | 89         | 52            | 37            | 960                      |                      | 55         | 176        | 35         |
| Diócesis de Montalto                                                            |                      |           |                |            |               |               |                          |                      |            |            |            |
| 1950                                                                            | 32 348               | 32 351    | 100.0          | 63         | 56            | 7             | 513                      |                      | 7          | 48         | 34         |
| 1970                                                                            | 30 000               | 30 000    | 100.0          | 47         | 41            | 6             | 638                      |                      | 7          | 54         | 37         |
| 1980                                                                            | 31 500               | 31 700    | 99.4           | 40         | 35            | 5             | 787                      |                      | 6          | 26         | 39         |
| Diócesis de San Benedetto del Tronto-Ripatransone-Montalto                      |                      |           |                |            |               |               |                          |                      |            |            |            |
| 1990                                                                            | 113 000              | 114 000   | 99.1           | 110        | 73            | 37            | 1027                     | 1                    | 43         | 172        | 50         |
| 1999                                                                            | 120 703              | 123 103   | 98.1           | 104        | 65            | 39            | 1160                     | 5                    | 43         | 175        | 53         |
| 2000                                                                            | 121 770              | 124 190   | 98.1           | 104        | 65            | 39            | 1170                     | 5                    | 44         | 176        | 53         |
| 2001                                                                            | 121 295              | 125 230   | 96.9           | 103        | 61            | 42            | 1177                     | 5                    | 58         | 159        | 53         |
| 2002                                                                            | 121 870              | 126 100   | 96.6           | 105        | 63            | 42            | 1160                     | 5                    | 58         | 159        | 53         |
| 2003                                                                            | 122 130              | 127 200   | 96.0           | 102        | 60            | 42            | 1197                     | 6                    | 61         | 158        | 53         |
| 2004                                                                            | 121 000              | 126 900   | 95.4           | 101        | 59            | 42            | 1198                     | 6                    | 54         | 156        | 54         |
| 2005                                                                            | 121 000              | 126 700   | 95.5           | 98         | 58            | 40            | 1234                     | 6                    | 52         | 154        | 54         |
| 2007                                                                            | 130 230              | 134 500   | 96.8           | 102        | 59            | 43            | 1276                     | 6                    | 57         | 189        | 54         |
| 2010                                                                            | 130 696              | 137 135   | 95.3           | 104        | 60            | 44            | 1256                     | 9                    | 50         | 136        | 54         |
| 2014                                                                            | 134 300              | 141 860   | 94.7           | 103        | 62            | 41            | 1303                     | 15                   | 48         | 132        | 54         |
| 2017                                                                            | 137 400              | 144 000   | 95.4           | 102        | 54            | 48            | 1347                     | 14                   | 51         | 145        | 54         |
| 2020                                                                            | 135 800              | 143 500   | 94.6           | 85         | 55            | 30            | 1597                     | 14                   | 37         | 117        | 54         |
| 2022                                                                            | 122 000              | 140 624   | 86.8           | 80         | 51            | 29            | 1525                     | 16                   | 38         | 104        | 54         |
| Fuente: Catholic-Hierarchy, que a su vez toma los datos del Anuario Pontificio. |                      |           |                |            |               |               |                          |                      |            |            |            |

## Episcopologio

### Obispos de Ripatransone
- Lucio Sassi † (3 de octubre de 1571-20 de mayo de 1575 renunció)
- Filippo Sega † (20 de mayo de 1575-3 de octubre de 1578 nombrado obispo de Plasencia)
- Nicolò Aragonio † (3 de octubre de 1578-3 de agosto de 1579 nombrado obispo de Ascoli Piceno)
- Troilo Boncompagni † (3 de agosto de 1579-31 de enero de 1582 nombrado obispo de Foligno)
- Gaspare Silingardi † (18 de junio de 1582-1591 renunció)[nota 5]
- Pompeo De Nobili † (29 de mayo de 1591-1607 falleció)
- Sebastiano Poggi † (7 de mayo de 1607-1620 renunció)
- Lorenzo Azzolini † (17 de febrero de 1620-2 de agosto de 1632 nombrado obispo de Narni)
  - Francesco Vitelli † (16 de abril de 1633-1634 renunció) (administrador apostólico)
- Antonio Arrigoni, O.F.M.Obs. † (3 de abril de 1634-6 de marzo de 1636 falleció)
- Niccolò Orsini † (22 de septiembre de 1636-18 de octubre de 1653 falleció)
- Ulisse Orsini † (12 de enero de 1654-de noviembre de 1679 falleció)
- Giovan Giorgio Mainardi † (11 de marzo de 1680-de noviembre de 1693 falleció)
- Francesco Azzolini † (15 de marzo de 1694-1694 falleció)
  - Giuseppe Bartocci † (1694-1695) (administrador apostólico)
- Pietro Alessandro Procaccini † (24 de enero de 1695-15 de diciembre de 1704 nombrado obispo de Avellino y Frigento)
- Giosafatte Battistelli † (8 de junio de 1705-10 de mayo de 1717 nombrado obispo de Foligno)
- Gregorio Lauri † (12 de junio de 1717-31 de julio de 1726 nombrado obispo de Ascoli Piceno)
- Francesco Andrea Correa, Sch.P. † (9 de diciembre de 1726-de agosto de 1738 falleció)
- Giacomo Costa, C.R. † (15 de julio de 1739-29 de mayo de 1747 nombrado obispo de Belluno)
- Luca Niccolò Recco † (29 de mayo de 1747-25 de enero de 1765 falleció)
- Bartolomeo Bitozzi † (5 de junio de 1765-17 de octubre de 1779 falleció)
- Bartolomeo Bacher † (13 de diciembre de 1779-6 de julio de 1813 falleció)
  - Sede vacante (1813-1816)
- Michelangelo Calmet † (22 de julio de 1816-8 de agosto de 1817 falleció)
- Ignazio Ranaldi, C.O. † (25 de mayo de 1818-23 de agosto de 1819 nombrado arzobispo de Urbino)
  - Sede vacante (1819-1824)[nota 6]
- Filippo Monacelli † (24 de mayo de 1824-15 de diciembre de 1828 nombrado obispo de Pesaro)
  - Luigi Maria Canestrari † (1828-15 de marzo de 1830) (administrador apostólico)
- Filippo Appignanesi † (15 de marzo de 1830-27 de septiembre de 1837 falleció)
  - Sede vacante (1837-1842)[nota 7]
- Martino Caliendi † (27 de enero de 1842-21 de abril de 1845 nombrado obispo de Montefeltro)
- Giovanni Carlo Gentili † (21 de abril de 1845-12 de abril de 1847 nombrado obispo de Pesaro)
- Camillo Bisleti † (4 de octubre de 1847-23 de junio de 1854 nombrado obispo de Corneto y Civitavecchia)
- Fedele Bufarini † (30 de noviembre de 1854-23 de marzo de 1860 nombrado obispo de Comacchio)
- Alessandro Paolo Spoglia † (23 de marzo de 1860-27 de marzo de 1867 nombrado obispo de Comacchio)
  - Sede vacante (1867-1871)
- Francesco Alessandrini † (27 de octubre de 1871-17 de noviembre de 1881 falleció)
- Giuseppe Ceppetelli † (27 de marzo de 1882-23 de junio de 1890 nombrado obispo auxiliar de Roma[nota 8])
- Giacinto Nicolai † (23 de junio de 1890-1899 renunció[nota 9])
- Raniero Sarnari † (24 de marzo de 1900-9 de junio de 1902 nombrado obispo de Macerata y Tolentino)
- Luigi Boschi † (9 de junio de 1902-20 de enero de 1924 falleció)
- Luigi Ferri † (18 de diciembre de 1924-17 de mayo de 1946 retirado)
- Pietro Ossola † (1 de septiembre de 1946-1 de diciembre de 1951 renunció[10])
- Vincenzo Radicioni † (10 de diciembre de 1951-7 de abril de 1983 retirado)

### Obispos de Montalto
- Paolo Emilio Giovannini † (26 de noviembre de 1586-6 de agosto de 1606 falleció)
- Tiberio Mandosi † (11 de diciembre de 1606-3 de noviembre de 1607 falleció)
- Paolo Orsini † (14 de julio de 1608-12 de abril de 1640 falleció)
- Orazio Giustiniani, C.O. † (13 de septiembre de 1640-16 de enero de 1645 nombrado obispo de Nocera Umbra)
- Girolamo Codebò † (6 de febrero de 1645-24 de enero de 1661 nombrado obispo de Reggio Emilia)
- Cesare Cancellotti o Lancellotti † (26 de junio de 1662-27 de junio de 1673 falleció)
- Ascanio Paganelli † (11 de septiembre de 1673-30 de junio de 1710 falleció)
- Lucantonio Accoramboni † (11 de mayo de 1711-1 de septiembre de 1735 falleció)
- Pietro Bonaventura Savini † (26 de septiembre de 1735-29 de agosto de 1748 renunció)[nota 10]
- Leonardo Cecconi † (16 de septiembre de 1748-27 de enero de 1760 renunció)
- Giuseppe Maria Centini † (24 de marzo de 1760-15 de mayo de 1770 falleció)
- Francesco Antonio Marcucci † (6 de agosto de 1770-10 de diciembre de 1781 nombrado patriarca titular de Constantinopla)
  - Francesco Antonio Marcucci † (10 de diciembre de 1781-12 de julio de 1798 falleció) (administrador apostólico)
- Francesco Saverio Castiglioni † (11 de agosto de 1800-8 de marzo de 1816 nombrado obispo de Cesena, luego electo papa con el nombre de Pío VIII)
- Pietro Paolo Mazzichi † (14 de abril de 1817-9 de mayo de 1823 falleció)
- Filippo Ambrosi † (17 de noviembre de 1823-29 de mayo de 1825 falleció)
- Luigi Maria Canestrari † (19 de diciembre de 1825-19 de octubre de 1846 falleció)
- Eleonoro Aronne † (21 de diciembre de 1846-3 de abril de 1887 falleció)
- Luigi Bonetti † (3 de abril de 1887 por sucesión-de diciembre de 1910 renunció)
- Luigi Ferri † (27 de noviembre de 1911-17 de mayo de 1946 renunció[nota 11])
- Pietro Ossola † (1 de septiembre de 1946-1 de diciembre de 1951 renunció[10])
- Vincenzo Radicioni † (10 de diciembre de 1951-7 de abril de 1983 retirado)

### Obispos de Montalto y Ripatransone-San Benedetto del Tronto
- Giuseppe Chiaretti † (7 de abril de 1983-30 de septiembre de 1986 nombrado obispo de San Benedetto del Tronto-Ripatransone-Montalto)

### Obispos de San Benedetto del Tronto-Ripatransone-Montalto
- Giuseppe Chiaretti † (30 de septiembre de 1986-9 de diciembre de 1995 nombrado arzobispo de Perugia-Città della Pieve)
- Gervasio Gestori † (21 de junio de 1996-4 de noviembre de 2013 retirado)
- Carlo Bresciani (4 de noviembre de 2013-2 de mayo de 2024 retirado)
- Gianpiero Palmieri, desde el 2 de mayo de 2024

### Para la sede de Ripatransone
- (en italiano) Giuseppe Cappelletti, Le Chiese d'Italia della loro origine sino ai nostri giorni, vol. III, Venecia, 1845, pp. 707-719
- (en latín) Pius Bonifacius Gams, Series episcoporum Ecclesiae Catholicae, Graz, 1957, p. 723
- (en latín) Konrad Eubel, Hierarchia Catholica Medii Aevi, vol. 3, p. 285; vol. 4, p. 296; vol. 5, p. 334; vol. 6, p. 358

### Para la sede de Montalto
- (en inglés) Ficha de la diócesis de Montalto en www.catholic-hierarchy.org
- (en inglés) Ficha de la diócesis de Montalto en www.gcatholic.org
- (en italiano) Giuseppe Cappelletti, Le Chiese d'Italia della loro origine sino ai nostri giorni, vol. III, Venecia, 1845, pp. 721-727
- (en latín) Pius Bonifacius Gams, Series episcoporum Ecclesiae Catholicae, Graz, 1957, pp. 704-705
- (en latín) Konrad Eubel, Hierarchia Catholica Medii Aevi, vol. 3, p. 248; vol. 4, p. 246; vol. 5, p. 273; vol. 6, p. 294